# Димитър Костов (финансист)
Вижте пояснителната страница за други личности с името Димитър Костов.
Димитър Иванов Костов е български финансист и политик от Българската социалистическа партия, министър на финансите в правителството на Жан Виденов (1995-1997).

## Биография
Завършва Висшия икономически институт „Карл Маркс“ през 1981 г., след което е служител в Държавния комитет по планиране (1981-1990).
В началото на 1990-те години е заместник-министър (1990-1992) и първи заместник-министър (1993-1995) на финансите. Оглавява Министерството на финансите в кабинета на Жан Виденов. Този период е свързан с тежка икономическа криза и хиперинфлация, като правителството е изправено пред реалната възможност за втори път след 1990 г. да прекрати плащанията по външните си задължения.
Занимава се с банкова дейност след падането на кабинета Виденов. Изпълнителен директор е на Централната кооперативна банка от 1997 до 1999 г., а след това - на банка „Алианц България“ и председател на УС на Асоциацията на търговските банки. От юни 2005 г. е член на УС, подуправител и директор на управление Банково на Българската народна банка.